# Ismaël Kandouss
Ismaël Kandouss (Rijsel, 12 november 1997) is een Frans-Marokkaans voetballer die sinds juli 2023 uitkomt voor KAA Gent. Kandouss is een verdediger.

## Carrière
Kandouss begon zijn jeugdopleiding bij Villeneuve-d'Ascq Métropole. Via ES Wasquehal belandde hij bij USL Dunkerque. Later stapte over naar Arras Football, om uiteindelijk terug te keren naar Dunkerque, waar hij in 2018 doorstroomde naar het eerste elftal. In januari 2019 stapte hij over naar de Belgische tweedeklasser Union Sint-Gillis, waar hij meteen een vaste waarde werd in de verdediging. Tijdens de winter van 2020 toonde KV Kortrijk interesse in de verdediger, maar Union wilde hem niet laten gaan. Later dat jaar toonde ook KV Oostende interesse. In september 2020 werd zijn contract verlengd tot 2023.
In het seizoen 2020/21 kwam hij door de stevige concurrentie achterin wat minder aan spelen toe, maar desalniettemin droeg hij een aardig steentje bij aan de titel in Eerste klasse B. In de Jupiler Pro League groeide hij opnieuw uit tot een vaste waarde.

### KAA GENT
Op 12 juli 2023 tekent Kandouss een contract bij KAA Gent. De Marokkaanse international tekent er tot 2027. Bij KAA Gent komt hij onder meer landgenoot Tarik Tissoudali tegen.

## Clubstatistieken
| Seizoen | Club              | Land               | Competitie           | Competitie | Competitie | Beker | Beker | Europees | Europees | Totaal | Totaal |
| Seizoen | Club              | Land               | Competitie           | Wed.       | Dlp.       | Wed.  | Dlp.  | Wed.     | Dlp.     | Wed.   | Dlp.   |
| ------- | ----------------- | ------------------ | -------------------- | ---------- | ---------- | ----- | ----- | -------- | -------- | ------ | ------ |
| 2017/18 | USL Dunkerque     | Vlag van Frankrijk | Championnat National | 5          | 0          | 0     | 0     | —        | —        | 5      | 0      |
| 2018/19 | USL Dunkerque     | Vlag van Frankrijk | Championnat National | 11         | 0          | 1     | 0     | —        | —        | 12     | 0      |
| 2018/19 | Union Sint-Gillis | Vlag van België    | Eerste klasse B      | 15         | 1          | 2     | 0     | —        | —        | 17     | 1      |
| 2019/20 | Union Sint-Gillis | Vlag van België    | Eerste klasse B      | 25         | 2          | 2     | 0     | —        | —        | 27     | 2      |
| 2020/21 | Union Sint-Gillis | Vlag van België    | Eerste klasse B      | 15         | 0          | 2     | 0     | —        | —        | 17     | 0      |
| 2021/22 | Union Sint-Gillis | Vlag van België    | Eerste klasse A      | 36         | 1          | 1     | 0     | —        | —        | 37     | 1      |
| 2022/23 | Union Sint-Gillis | Vlag van België    | Eerste klasse A      | 33         | 1          | 4     | 0     | 10       | 0        | 47     | 1      |
| 2023/24 | KAA Gent          | Vlag van België    | Eerste klasse A      | 0          | 0          | 0     | 0     | 0        | 0        | 0      | 0      |
| Totaal  | Totaal            | Totaal             | Totaal               | 140        | 5          | 12    | 0     | 10       | 0        | 162    | 5      |

Bijgewerkt op 13 juli 2023.

## Trivia
- Zijn rugnummer 59 is een verwijzing naar het Noorderdepartement waar hij opgroeide.[8]